# Nivrim
Nivrim was het zuidelijk deel van het rijk Doriath in De Silmarillion van J.R.R. Tolkien.
Nivrim lag ten zuidwesten van de rivier de Sirion die het bosrijk doorkruiste. Deze streek was vooral bekend om zijn eikenbomen. Het viel onder de beschermende Gordel van Melian en was het grootste deel van de eerste era gevrijwaard van het kwaad van Morgoth.